# Gamma Piscium
Gamma Piscium (γ Psc) – gwiazda w gwiazdozbiorze Ryb, odległa o około 138 lat świetlnych od Słońca.

## Charakterystyka obserwacyjna
Gamma Piscium to gwiazda widoczna gołym okiem, druga co do jasności w gwiazdozbiorze Ryb, ale niemająca własnej nazwy.

## Charakterystyka fizyczna
Gamma Piscium to żółty olbrzym, gwiazda należąca do typu widmowego G9. Gwiazda ma masę podobną do Słońca, ale jest bardziej zaawansowana ewolucyjnie i jej promień wzrósł do 11 promieni Słońca, a jasność 61 razy przekracza słoneczną. Gwiazda ma niską metaliczność i duży ruch własny (porusza się siedmiokrotnie szybciej niż średnia dla gwiazd w jej okolicy), co oznacza, że pochodzi z innej części Galaktyki niż Słońce.

### Układ planetarny
Gamma Piscium ma jedną znaną planetę, odkrytą w 2021 roku. Ma ona masę podobną do Jowisza i krąży po ekscentrycznej orbicie, z okresem obiegu 555 dni.
| Towarzysz | Masa minimalna     | Okres orbitalny [ d ] | Półoś wielka [ au ] | Ekscentryczność    |
| b         | 1,34 +0,02−0,31 MJ | 555,1 +6,0−2,5        | 1,32 +0,05−0,08     | 0,204 +0,114−0,141 |